# 小庫奧納姆卡河
小庫奧納姆卡河是俄羅斯的河流，由薩哈共和國負責管轄，河道全長453公里，流域面積約24,800平方公里，河水主要來自融雪和雨水，與大庫奧納姆卡河匯流成為阿納巴爾河。